# I Am (EP)
Pour les articles homonymes, voir I Am.
Albums de (G)I-DLE
Hann (Alone)
(2018)
Singles
1. Latata
Sortie : 2 mai 2018

I Am est le premier extended play du girl group sud-coréen (G)I-dle. L’album est paru le 2 mai 2018, sous Cube Entertainment. L’album contient six pistes dont la principale, "Latata", qui a été composée par Big Sancho et la membre Soyeon.

## Contexte et sortie
Le 18 avril 2018, Cube Entertainment annonce via les réseaux sociaux que le groupe débutera avec le mini-album I Am et le titre principal  "Latata",,.
Des photos individuelles des membres sont révélées les 23 et 24 avril 2018.

## Liste des pistes
| 1.    | Latata                                          | Soyeon                                        | Soyeon, Big Sancho                    | Soyeon, Big Sancho      | 3:22 |
| 2.    | $$$ (달라 / Dalla (Dollar))                     | Soyeon, Le'mon                                | MonoTree, Le'mon                      | MonoTree                | 3:31 |
| 3.    | Maze                                            | Son Young-jin, Ferdy, Soyeon                  | Son Young-jin, Ferdy                  |                         | 3:20 |
| 4.    | Don't Text Me                                   | Big Sancho, Park Hae-il, Jerry Potter, Soyeon | Big Sancho, Park Hae-il, Jerry Potter | Big Sancho, Park Hae-il | 3:36 |
| 5.    | What's in Your House? (알고 싶어 / Algo Shipeo) | Arin, Vincenzo, Fuxxy, Any Masingga, Soyeon   | Arin, Vincenzo, Fuxxy, Any Masingga   | Vincenzo, Any Masingga  | 3:27 |
| 6.    | Hear Me (들어줘요 / Deuleojwoyo)                | Son Young-jin, Noh Kyung-min                  | Son Young-jin                         |                         | 3:56 |
| 21:18 |                                                 |                                               |                                       |                         |      |

## Classements
| Classement (2018)      | Meilleures positions |
| ---------------------- | -------------------- |
| Corée du Sud (Gaon)    | 6                    |
| Etats-Unis (Billboard) | 5                    |

## Historique de sortie
| Région       | Date       | Format                   | Distribution               |
| ------------ | ---------- | ------------------------ | -------------------------- |
| Monde        | 2 mai 2018 | téléchargement numérique | Cube Entertainment Kakao M |
| Corée du Sud | 2 mai 2018 | téléchargement numérique | Cube Entertainment Kakao M |
| CD           | 2 mai 2018 |                          | Cube Entertainment Kakao M |